# 元怀
元怀（488年—517年5月2日），字宣义，河南郡洛阳县（今河南省洛阳市东）人，魏孝文帝元宏第五子，魏宣武帝元恪同母弟，生母贵人高照容，北魏宗室、官员。

## 生平
元怀在太和二十一年八月壬戌（497年9月19日）被封为广平王。
宣武帝猜忌本族，迫害激烈，亲弟元怀亦以奢侈遭元恪软禁在华林别馆。元恪令四门博士董征，授元怀以经传。515年，宣武帝逝世，元怀才得还家。
魏宣武帝去世后两天，元怀抱病入宫，凭着皇帝同母弟弟的亲属身份，径直前往太极殿的西廊，在皇宫中致哀，呼唤侍中、黄门、领军、左卫将军和右卫将军，对他们说：“我要亲自上殿为大行皇帝哀哭，还要进殿去见圣上。”众人都相顾愕然，没有人敢于抗衡。只有崔光捋起丧服，以杖顿地，引用汉光武帝刘秀死后，太尉赵熹横剑当阶，将各藩王推下殿的典故，言辞脸色非常严厉，听到的人无不称好，佩服崔光所说有依据。元怀的喊声和眼泪都停止了，说：“侍中用古代的事理来教导我，我不敢不服！”元怀于是回去了，之后仍然多次派手下向崔光谢罪。
熙平二年（517年）三月廿六日（517年5月2日），元怀去世，虚岁三十，朝廷追赠使持节、假黄钺、都督中外诸军事、太师、领太尉公、侍中、广平王如故，谥号武穆，当年八月廿日葬于洛阳西郊，灵太后亲临葬礼。元怀第三子元修即位后，于永熙二年正月丁巳（533年3月9日）追尊元怀为武穆帝。

## 家庭

### 妻妾
- 冯氏，永熙二年正月丁巳（533年3月9日）追尊为武穆后[9][10]
- 李氏，使持节、大将军、南北二华州刺史、顺阳郡公李宜的姐妹[11]，永熙二年正月丁巳（533年3月9日）追尊为皇太妃[12][9][10]

### 子女
- 元诲，北魏侍中、左光禄大夫、车骑将军、尚书左仆射、范阳文景王
- 元悌，北魏护军将军、大鸿胪卿、广平文懿王
- 元修，魏孝武帝
- 冯翊公主，先嫁北魏骠骑大将军、开府仪同三司、建州刺史、南郑县伯张欢，后改嫁宇文泰，北周追尊皇后
- 元季艳，华阳公主，嫁高琛
- 平阳公主，嫁郑文宽

## 延伸阅读
[在维基数据编辑]
 《魏書·卷22》，出自魏收《魏书》
 《北史/卷019》，出自李延壽《北史》